# Бернсвилл (город, Миннесота)
Бернсвилл (англ. Burnsville) — город в округе Дакота, штат Миннесота, США. На площади 69,3 км² (64,4 км² — суша, 4,8 км² — вода), согласно переписи 2007 года, проживают 59 118 человек. Плотность населения составляет 853,1 чел./км².
- Телефонный код города — 952
- Почтовый индекс — 55306, 55337
- FIPS-код города — 27-08794[1]
- GNIS-идентификатор — 0640669[2]